# Croton seputubensis
Croton seputubensis là một loài thực vật có hoa trong họ Đại kích. Loài này được Hoehne mô tả khoa học đầu tiên năm 1914.